# Aromobates saltuensis
Aromobates saltuensis (Rivero, 1980) è un anfibio anuro, appartenente alla famiglia degli Aromobatidi.

## Etimologia
L'epiteto specifico deriva dal latino saltus (bosco, foresta) con il suffisso -ensis (che vive in, che abita).

## Distribuzione e habitat
È endemica della Cordillère de Mérida in Venezuela. Si trova a 840 metri di altitudine nello stato di Táchira.